# Vanamea symmetrica
Vanamea symmetrica là một loài chân đều trong họ Cymothoidae. Loài này được Van Name miêu tả khoa học năm 1925.